# Underneath the Colours
Albums de INXS
INXS
(1980) Shabooh Shoobah
(1982)
Underneath the Colours est un album d'INXS sorti en 1981.

## Pistes
1. Stay Young – 3:25
2. Horizons – 5:13
3. Big Go Go – 3:12
4. Underneath the Colours – 3:59
5. Fair Weather Ahead – 4:21
6. Night of Rebellion – 3:44
7. Follow – 3:53
8. Barbarian – 3:00
9. What Would You Do – 3:08
10. Just to Learn Again – 4:43